# Closer to the Heart
«Closer to the Heart» es una canción de la banda canadiense Rush, del álbum A Farewell to Kings, lanzado en 1977. Fue la primera canción de Rush en ser coescrita por alguien externo a la banda: Peter Talbot, amigo del baterista Neil Peart, con quien escribió la letra.
Fue la primera canción de Rush en convertirse en hit single en el Reino Unido, alcanzando el puesto 36 en el UK Singles Chart.